# Élections municipales de 1969 à Québec
Les élections municipales de 1969 à Québec se sont déroulées le 16 novembre 1969.

## Contexte
Trois femmes sont candidates : Éveline Bossé, Françoise Fournier-Jobin et Pauline Desrochers.

## Résultats

### Districts électoraux
Tous les districts sont remportés par le Progrès civique.

#### Limoilou
| Candidat | Candidat         | Parti           | Voix   | Pourcentage |
| -------- | ---------------- | --------------- | ------ | ----------- |
|          | Jos.-G. Coulombe | Progrès civique | 14 415 | 54,77 %     |
|          | Noël Samson      | Indépendant     | 11 903 | 45,23 %     |
| Total    | Total            | Total           | 26 318 | 100 %       |

| Candidat | Candidat       | Parti           | Voix   | Pourcentage |
| -------- | -------------- | --------------- | ------ | ----------- |
|          | J.-A. Charland | Progrès civique | 13 699 | 52,33 %     |
|          | Claude Lemieux | Indépendant     | 12 477 | 47,67 %     |
| Total    | Total          | Total           | 26 176 | 100 %       |

| Candidat | Candidat            | Parti           | Voix   | Pourcentage |
| -------- | ------------------- | --------------- | ------ | ----------- |
|          | Jean-Paul Pelletier | Progrès civique | 15 479 | 58,98 %     |
|          | Bernard Lanctôt     | Indépendant     | 10 764 | 41,02 %     |
| Total    | Total               | Total           | 26 243 | 100 %       |

| Candidat | Candidat        | Parti           | Voix   | Pourcentage |
| -------- | --------------- | --------------- | ------ | ----------- |
|          | Armand Trottier | Progrès civique | 15 193 | 57,42 %     |
|          | Jean-Marc Emond | Indépendant     | 11 266 | 42,58 %     |
| Total    | Total           | Total           | 26 459 | 100 %       |

#### Saint-Roch-Saint-Sauveur
| Candidat | Candidat                 | Parti                 | Voix   | Pourcentage |
| -------- | ------------------------ | --------------------- | ------ | ----------- |
|          | Gérard-A. Moisan         | Progrès civique       | 9 157  | 53,87 %     |
|          | Raymond Lavoie           | Cartel du bien commun | 7 461  | 43,89 %     |
|          | Françoise Fournier-Jobin | Indépendant           | 381    | 2,24 %      |
| Total    | Total                    | Total                 | 16 999 | 100 %       |

| Candidat | Candidat                | Parti                 | Voix   | Pourcentage |
| -------- | ----------------------- | --------------------- | ------ | ----------- |
|          | Gilles Laforce          | Progrès civique       | 7 614  | 45,43 %     |
|          | Charles-Édouard Morency | Indépendant           | 6 366  | 37,98 %     |
|          | Robert Dupuis           | Cartel du bien commun | 2 780  | 16,59 %     |
| Total    | Total                   | Total                 | 16 760 | 100 %       |

| Candidat | Candidat        | Parti                 | Voix   | Pourcentage |
| -------- | --------------- | --------------------- | ------ | ----------- |
|          | Robert Blais    | Progrès civique       | 8 234  | 49,42 %     |
|          | Fernand Beaupré | Indépendant           | 3 160  | 18,97 %     |
|          | Georges Zicat   | Indépendant           | 2 869  | 17,22 %     |
|          | Léo Guimont     | Cartel du bien commun | 2 398  | 14,39 %     |
| Total    | Total           | Total                 | 16 661 | 100 %       |

| Candidat | Candidat           | Parti                 | Voix   | Pourcentage |
| -------- | ------------------ | --------------------- | ------ | ----------- |
|          | Alfred Roy         | Progrès civique       | 9 065  | 54,29 %     |
|          | Camille Robitaille | Indépendant           | 4 199  | 25,15 %     |
|          | Pauline Desrochers | Cartel du bien commun | 3 433  | 20,56 %     |
| Total    | Total              | Total                 | 16 697 | 100 %       |

#### Champlain
| Candidat | Candidat         | Parti           | Voix   | Pourcentage |
| -------- | ---------------- | --------------- | ------ | ----------- |
|          | Émile Robitaille | Progrès civique | 12 368 | 71,74 %     |
|          | Oscar Côté       | Indépendant     | 4 873  | 28,26 %     |
| Total    | Total            | Total           | 17 241 | 100 %       |

| Candidat | Candidat       | Parti           | Voix   | Pourcentage |
| -------- | -------------- | --------------- | ------ | ----------- |
|          | Olivier Samson | Progrès civique | 12 163 | 70,9 %      |
|          | Fernand Poulin | Indépendant     | 4 992  | 29,1 %      |
| Total    | Total          | Total           | 17 155 | 100 %       |

| Candidat | Candidat       | Parti           | Voix   | Pourcentage |
| -------- | -------------- | --------------- | ------ | ----------- |
|          | Jules Blanchet | Progrès civique | 12 271 | 71,71 %     |
|          | Éveline Bossé  | Indépendant     | 4 840  | 28,29 %     |
| Total    | Total          | Total           | 17 111 | 100 %       |

| Candidat | Candidat            | Parti           | Voix   | Pourcentage |
| -------- | ------------------- | --------------- | ------ | ----------- |
|          | Rosaire Clermont    | Progrès civique | 12 318 | 71,8 %      |
|          | Wilfrid Guillemette | Indépendant     | 4 838  | 28,2 %      |
| Total    | Total               | Total           | 17 156 | 100 %       |